# Валтер Жуніор Казагранде
Валтер Жуніор Казагранде (порт. Walter Casagrande, нар. 15 квітня 1963, Сан-Паулу) — бразильський футболіст, що грав на позиції нападника.
Виступав, зокрема, за клуби «Корінтіанс», «Асколі» та «Торіно», а також національну збірну Бразилії.

## Клубна кар'єра
Народився 15 квітня 1963 року в місті Сан-Паулу. Вихованець футбольної школи клубу «Корінтіанс». Дорослу футбольну кар'єру розпочав 1980 року в основній команді того ж клубу, де провів сім років. Також здавався в оренду в клуби «Калденсе» та «Сан-Паулу». Казагранде двічі вигравав чемпіонат штату Сан-Паулу в складі «Корінтіанса» в 1982 і 1983 роках і зіграв за клуб 256 матчів і забив 102 голи.
У 1986 році Валтер поїхав грати в Португалію, підписавши контракт з «Порту», де провів один сезон, але у складі португальського гранда закріпитися не зміг, грав рідко, утім виграв з командою чемпіонат Португалії та Кубок чемпіонів, хоча у фінальній грі участі не брав.
Потім провів 4 роки в італійському «Асколі», в складі якого був одним з лідерів, демонстрував непогану результативність, але жодних трофеїв не вигравав.
З 1991 року два сезони захищав кольори «Торіно». Тренерським штабом нового клубу також розглядався як гравець «основи». За цей час додав до переліку своїх трофеїв титул володаря Кубка Італії, також дійшов до фіналу Кубка УЄФА, де два його голи не допомогли клубу переграти амстердамський «Аякс».
У 1993 році повернувся до Бразилії і разом з «Фламенго» вийшов у фінал Суперкубка Лібертадорес, де в серії пенальті його клуб програв «Сан-Паулу». Згодом захищав кольори клубів «Корінтіанс» та «Пауліста».
Завершив професійну ігрову кар'єру у клубі «Сан-Франсіску», за який виступав протягом 1996 року.

## Виступи за збірну
1985 року дебютував в офіційних матчах у складі національної збірної Бразилії.
У складі збірної був учасником чемпіонату світу 1986 року у Мексиці, зігравши у трьох матчах, але збірна вилетіла вже у чвертьфіналі.
Коли він грав у збірній, її тренером був Теле Сантана, прихильник яскравого атакуючого футболу, після відставки якого і свого від'їзду в Європу Валтер втратив місце у збірній. Протягом кар'єри у національній команді, яка тривала 2 роки, провів у формі головної команди країни 19 матчів, забивши 8 голів.

## Титули і досягнення

### Командні
- Чемпіон штату Сан-Паулу (2):

«Корінтіанс»: 1982, 1983
- Чемпіон Португалії (1):

«Порту»: 1985–86
- Володар Кубка Італії (1):

«Торіно»: 1992–93
- Володар Кубка європейських чемпіонів (1):

«Порту»: 1986–87

### Особисті
- Найкращий бомбардир чемпіонату штату Сан-Паулу: : 1982 (28 голів)
- Найкращий бомбардир італійської Серії В: 1990–91 (22 голи)

## Особисте життя
У вересні 2007 року після зіткнення з припаркованою машиною Казагранде ледь не позбувся життя і деякий час перебував у комі.
Він зізнався, що пристрастився до кокаїну, після чого проходив курс профілактики, який зайняв 7 місяців (починаючи з вересня 2007 року). В своєму інтерв'ю радіо Jovem Pan Казагранде заявив, що проходив профілактику в одній з клінік Сан-Паулу. «Коли я пішов з великого футболу, я відчував порожнечу всередині себе. Мені не вистачало того шаленого адреналіну, який я отримував на матчах, і щоб хоч якось відволіктися від цього, я був змушений вживати наркотики». Казагранде пізніше додав до вищесказаного: «Я пристрастився до кокаїну і іноді брав героїн». Він сказав, що у нього було чотири передозування у 2005—2007 роках, і одного разу він мало не впав у кому. У квітні 2008 року він закінчив лікування.